# Brachymeria multidentata
Brachymeria multidentata is een vliesvleugelig insect uit de familie bronswespen (Chalcididae). De wetenschappelijke naam is voor het eerst geldig gepubliceerd in 1987 door Ahmed, Malik & Ahmed.